# Cynorkis brachystachya
Cynorkis brachystachya là một loài thực vật có hoa trong họ Lan. Loài này được Bosser mô tả khoa học đầu tiên năm 1980.